# 多於一座機場的城市列表
許多城市擁有兩座以上機場，是為了避免單一機場擁塞，或是市中心機場擴建困難，而在外圍郊區另外興建。在某些城市，建造兩座以上機場是讓不同機場有不同的用途，例如一座機場專門負責國內航班，而另一座專門負責國際航班。以下列表將會展示出哪些城市擁有兩座以上提供定期客運服務的機場。空軍基地(除了軍民兩用外)和負責包機的機場不會在列表中。本條目所定義的機場不一定在該城市內，可能位於郊區其他城市，但仍主要服務該城市及其周邊的客運服務，例如倫敦、東京、首爾、臺北等城市均有不在該城市內的機場。
擁有兩座以上機場的主要缺點是在機場之間往來交通的不便利性，尤其是當乘客要到不同機場轉乘飛機。所以，有些航班數量較大的城市(例如亞特蘭大)為了方便乘客而只有一座機場。

## 擁有四座機場以上的城市
| 機場                               | 地點               | 是否在城市內? | 與城市中心的距離及方位 | 客運量            | 用途               |
| ---------------------------------- | ------------------ | ------------- | ---------------------- | ----------------- | ------------------ |
| 七座                               |                    |               |                        |                   |                    |
| 美国紐約州紐約都會區紐約市         |                    |               |                        |                   |                    |
| 約翰·菲茨傑拉德·甘迺迪國際機場     | 皇后區             | 是            | 19公里(12英里)東南     | 62,551,072 (2019) | 混合,主要          |
| 紐華克自由國際機場                 | 紐華克             | 否            | 8公里(5英里)西         | 46,336,452 (2019) | 混合               |
| 拉瓜地亞機場                       | 皇后區             | 是            | 附近                   | 31,084,894 (2019) | 混合               |
| 威徹斯特郡機場                     | 白原市             | 否            | 53公里(33英里)北       | 1,390,932 (2018)  | 混合               |
| 長島麥克阿瑟機場                   | 艾斯利普           | 否            | 81公里(50英里)東       | 1,348,000 (2022)  | 混合               |
| 斯圖爾特國際機場                   | 紐堡               | 否            | 88公里(55英里)北       | 529,545 (2019)    | 混合               |
| 特倫頓-默瑟機場                    | 尤英鎮             | 否            | 104公里(65英里)南      | 462,173 (2019)    | 混合               |
| 六座                               |                    |               |                        |                   |                    |
| 英国英格蘭大倫敦倫敦               |                    |               |                        |                   |                    |
| 倫敦希斯羅機場                     | 希靈登區           | 是            | 24公里(15英里)西       | 80,102,017 (2018) | 定期，主要         |
| 倫敦格域機場                       | 西薩塞克斯郡克勞利 | 否            | 46公里(29英里)南       | 46,075,400 (2018) | 混合               |
| 倫敦斯坦斯特德機場                 | 埃塞克斯郡         | 否            | 48公里(30英里)東北     | 25,902,618 (2017) | 混合               |
| 倫敦盧頓機場                       | 盧頓               | 否            | 48公里(30英里)北       | 15,799,219 (2017) | 混合               |
| 倫敦城市機場                       | 倫敦碼頭區         | 是            | 城市內                 | 4,530,439 (2017)  | 通勤               |
| 倫敦紹森德機場                     | 艾塞克斯郡         | 否            | 58公里(36英里)東北     | 1,095,914 (2017)  | 混合               |
| 五座                               |                    |               |                        |                   |                    |
| 美国加利福尼亞州大洛杉磯地區洛杉磯 |                    |               |                        |                   |                    |
| 洛杉磯國際機場                     | 洛杉磯             | 是            | 27公里(17英里)西南     | 87,534,384 (2018) | 混合,主要          |
| 約翰韋恩機場                       | 橙縣               | 否            | 70公里(43英里)東南     | 10,664,038 (2018) | 混合               |
| 好萊塢伯班克機場                   | 聖費爾南多谷       | 是            | 25公里(16英里)北       | 5,263,972 (2018)  | 混合               |
| 安大略國際機場                     | 安大略             | 否            | 61公里(38英里)東       | 5,115,894 (2018)  | 混合               |
| 長灘機場                           | 長灘               | 否            | 58公里(36英里)南       | 3,884,721 (2018)  | 混合               |
| 四座                               |                    |               |                        |                   |                    |
| 維多利亞州墨爾本                   |                    |               |                        |                   |                    |
| 墨爾本機場                         | 墨爾本             | 是            | 20公里(12英里)西北     | 27,700,000        | 混合，主要         |
| 愛華隆機場                         | 基隆               | 否            | 50公里(31英里)西南     | 1,400,000         | 廉價航空公司，國內 |
| 埃森登機場                         | 埃森登             | 是            | 11公里(6.8英里)西北    |                   | 貨運，地區         |
| 穆拉便機場                         | 蒙通               | 是            | 22公里(14英里)東南     |                   | 地區               |
| 法國法蘭西島大區巴黎               |                    |               |                        |                   |                    |
| 巴黎夏尔·戴高乐机场                | 鲁瓦西             | 否            | 31公里(19英里)東北     | 72,229,723 (2018) | 混合，主要         |
| 巴黎-奥利机场                      | 奧利               | 否            | 18公里(11英里)南       | 33,120,685 (2018) | 混合               |
| 博韋-蒂耶機場                      | 蒂耶               | 否            | 90公里(56英里)北       | 3,997,856 (2016)  | 混合               |
| 沙隆-瓦特里机场                    | 瓦特里             | 否            | 147公里(91英里)東      | 96,221 (2014)     | 混合               |
| 俄羅斯莫斯科                       |                    |               |                        |                   |                    |
| 謝列梅捷沃國際機場                 | 希姆基             | 否            | 29公里(18英里)西北     | 34,030,000 (2016) | 混合，主要         |
| 莫斯科多莫杰多沃机场               | 多莫傑多沃         | 否            | 42公里(26英里)東南     | 28,500,000 (2016) | 混合               |
| 伏努科沃國際機場                   | 莫斯科             | 是            | 28公里(17英里)西南     | 18,139,000 (2017) | 混合               |
| 茹科夫斯基国际机场                 | 茹科夫斯基         | 否            | 40公里(25英里)東南     | 1,161,633 (2018)  | 混合               |
| 日本東京                           |                    |               |                        |                   |                    |
| 東京國際機場                       | 大田区             | 是            | 14公里(8.7英里)南      | 87,130,000 (2018) | 混合，主要         |
| 成田国际机场                       | 成田市             | 否            | 60公里(37英里)東       | 42,600,000 (2018) | 混合               |
| 茨城机场                           | 小美玉市           | 否            | 80公里(50英里)東北     | 538,227 (2015)    | 混合               |
| 調布飛行場                         | 調布市             | 是            | 15公里(9.3英里)西      | 94,816 (2015)     | 混合               |
| 菲律賓馬尼拉                       |                    |               |                        |                   |                    |
| 尼诺伊·阿基诺国际机场              | 帕賽市             | 否            | 10公里(6.2英里)東南    | 30,961,467 (2022) | 混合，主要         |
| 克拉克国际机场                     | 安赫勒斯           | 否            | 79公里(49英里)西北     | 192,542 (2021)    | 混合               |
| 桑利角機場                         | 甲米地             | 否            | 13公里(8.1英里)西南    |                   |                    |
| 蘇比克灣國際機場                   | 奥隆阿波           | 否            | 79公里(49英里)西       |                   |                    |
| 瑞典斯德哥爾摩省斯德哥爾摩         |                    |               |                        |                   |                    |
| 斯德哥爾摩－阿蘭達機場             | 錫格蒂納市         | 否            | 42公里(26英里)北       |                   | 混合，主要         |
| 斯德哥爾摩－布魯瑪機場             | 布洛馬             | 是            |                        |                   | 混合               |
| 斯德哥爾摩－斯卡夫司塔機場         | 尼雪平市镇         | 否            | 100公里(62英里)南      |                   | 廉價航空公司，貨運 |
| 斯德哥爾摩－韋斯特羅斯機場         | 韦斯特罗斯市镇     | 否            | 100公里(62英里)西      |                   | 普通               |
| 美国加利福尼亞州舊金山灣區         |                    |               |                        |                   |                    |
| 舊金山國際機場                     | 聖馬刁郡           | 否            | 18.3公里(11.4英里)南   | 57,793,313 (2018) | 混合，主要         |
| 諾曼·峰田聖荷西國際機場            | 聖荷西             | 否            | 63公里(39英里)東南     | 14,319,292 (2018) | 混合               |
| 旧金山湾区奥克兰国际机场           | 阿拉米達縣         | 否            | 19公里(11.8英里)東南   | 13,594,251 (2018) | 混合               |
| 查爾斯舒茲-索諾马縣機場            | 索诺马县           | 否            | 87公里(54英里)西北     | 238,917 (2014)    | 混合               |
| 美国麻薩諸塞州波士頓               |                    |               |                        |                   |                    |
| 爱德华·劳伦斯·洛根将军国际机场     | 波士頓             | 是            | 4公里(2.5英里)東       | 40,941,925 (2018) | 混合,主要          |
| 羅德島T·F·格林國際機場             | 沃里克             | 否            | 95公里(59英里)南       | 3,566,769         | 混合               |
| 曼徹斯特-波士頓地區機場            | 曼徹斯特           | 否            | 81公里(50英里)西北     | 2,814,125         | 地區               |
| 伍斯特地區機場                     | 伍斯特             | 否            | 76公里(47英里)西       | 107,000           | 地區               |

## 擁有三座機場的城市
- 巴西聖保羅
  - 聖保羅/孔戈尼亞斯機場
  - 聖保羅/瓜魯柳斯-安德烈·弗朗哥·蒙托羅州長國際機場
  - 維拉科波斯國際機場（英语：Viracopos_International_Airport）

- 加拿大多倫多
  - 比利·畢曉普多倫多市機場
  - 約翰·卡爾·芒羅哈密爾頓國際機場
  - 多倫多皮爾遜國際機場

- 義大利米蘭
  - 利納德機場
  - 米蘭－馬爾彭薩機場
  - 折尾基地塞里奧機場

- 日本大阪
  - 關西國際機場
  - 大阪國際機場
  - 神戶機場

- 墨西哥墨西哥城
  - 墨西哥城国际机场
  - 费利佩·安赫莱斯国际机场
  - 華沙拉多姆機場（英语：Toluca_International_Airport）

- 波蘭華沙
  - 华沙肖邦机场
  - 華沙莫德林機場
  - 托盧卡國際機場（英语：Warsaw_Radom_Airport）

- 西班牙巴塞羅那
  - 赫羅納-布拉瓦海岸機場
  - 何塞普·塔拉德利亚斯巴塞罗那-埃尔普拉特机场
  - 雷乌斯机场

- 美国芝加哥
  - 中途国际机场
  - 奥黑尔国际机场
  - 芝加哥羅克福德國際機場（英语：Chicago_Rockford_International_Airport）

- 美国坦帕
  - 坦帕國際機場
  - 薩拉索塔-布雷登頓國際機場（英语：Sarasota–Bradenton_International_Airport）
  - 聖彼得堡-克利爾沃特國際機場（英语：St._Pete–Clearwater_International_Airport）

- 美国邁阿密
  - 邁亞密國際機場
  - 勞德岱堡－荷里活國際機場
  - 棕櫚灘國際機場

- 美国奧蘭多
  - 墨爾本奧蘭多國際機場（英语：Melbourne_Orlando_International_Airport）
  - 奥兰多国际机场
  - 奥兰多桑福德国际机场

- 美国華盛頓
  - 巴爾的摩/華盛頓瑟古德·馬歇爾國際機場
  - 朗奴·列根華盛頓國家機場
  - 華盛頓杜勒斯國際機場

## 擁有兩座機場的城市
- 阿根廷布宜諾斯艾利斯
  - 豪尔赫·纽伯里机场
  - 埃塞薩皮斯塔里尼部長國際機場

- 比利时布魯塞爾
  - 布魯塞爾機場
  - 沙勒羅瓦－布魯塞爾南機場

- 貝里斯市
  - 菲利普戈尔德森国际机场
  - 巴里鮑恩爵士市政機場（英语：Sir_Barry_Bowen_Municipal_Airport）

- 玻利维亚圣克鲁斯-德拉谢拉
  - 維魯維魯國際機場
  - 埃爾特羅皮略機場（英语：El_Trompillo_Airport）

- 巴西貝洛奧里藏特
  - 卡洛斯·德拉蒙德·安德拉德機場（英语：Carlos_Drummond_de_Andrade_Airport）
  - 坦奎多·尼維斯國際機場

- 巴西里約熱內盧
  - 里約熱內盧/加利昂－安東尼奧·卡洛斯·若比姆國際機場
  - 聖杜蒙特機場

- 加拿大蒙特利爾
  - 蒙特利爾大都會機場（英语：Montreal_Metropolitan_Airport）
  - 蒙特利爾皮埃爾·埃利奧特·特魯多國際機場

- 加拿大溫哥華
  - 亞布斯佛國際機場
  - 溫哥華國際機場

- 中国北京
  - 北京首都國際機場
  - 北京大興國際機場

- 中国成都
  - 成都雙流國際機場
  - 成都天府國際機場

- 中国上海
  - 上海虹橋國際機場
  - 上海浦東國際機場

- 中国遵義
  - 遵义茅台机场
  - 遵義新舟機場

- 哥伦比亚麥德林
  - 何塞·玛丽亚·科尔多瓦国际机场
  - 奧拉亞·埃雷拉機場（英语：Olaya_Herrera_Airport）

- 刚果民主共和国金沙薩
  - 恩吉利國際機場
  - 恩多洛機場（英语：N%27Dolo_Airport）

- 聖荷西
  - 胡安·圣玛丽亚国际机场
  - 托比亞斯·博拉尼奧斯國際機場（英语：Tobías_Bolaños_International_Airport）

- 多米尼克羅索
  - 坎菲尔德机场
  - 道格拉斯-查尔斯机场

- 萨马纳
  - 阿羅約·巴里爾機場（英语：Arroyo_Barril_Airport）
  - 薩馬納埃爾·凱蒂國際機場（英语：Samaná_El_Catey_International_Airport）

- 埃及開羅
  - 開羅國際機場
  - 斯芬克斯国际机场

- 乔治敦
  - 切迪·賈根國際機場
  - 尤金·F·科雷亞國際機場（英语：Eugene_F._Correia_International_Airport）

- 德国法蘭克福
  - 法蘭克福機場
  - 法蘭克福-哈恩機場

- 冰島雷克雅未克
  - 凱夫拉維克國際機場
  - 雷克雅未克機場

- 印度德里
  - 英迪拉·甘地国际机场
  - 欣頓機場（英语：Hindon_Airport）

- 印度果阿邦
  - 果阿國際機場
  - 馬諾哈爾國際機場（英语：Manohar_International_Airport）

- 印度尼西亞萬隆
  - 侯賽因·薩斯特拉內加拉國際機場
  - 戈达查帝国际机场

- 印度尼西亞雅加達
  - 蘇加諾－哈達國際機場
  - 哈利姆·珀达纳库苏马国际机场

- 印度尼西亞日惹
  - 阿迪蘇吉普托國際機場
  - 日惹国际机场

- 伊朗德黑蘭
  - 伊瑪目霍梅尼國際機場
  - 梅赫拉巴德國際機場

- 義大利羅馬
  - 羅馬－菲烏米奇諾機場
  - 羅馬錢皮諾機場

- 義大利杜林
  - 杜林機場
  - 庫尼奧國際機場（英语：Cuneo_International_Airport）

- 義大利威尼斯
  - 特雷維索機場（英语：Treviso_Airport）
  - 威尼斯-馬可·波羅機場

- 日本名古屋
  - 中部國際機場
  - 名古屋飞行场

- 日本札幌
  - 新千歲機場
  - 札幌飛行場

- 内羅畢
  - 乔莫·肯雅塔国际机场
  - 威爾遜機場（英语：Wilson_Airport）

- 利比里亚蒙羅維亞
  - 罗伯茨国际机场
  - 斯普里格斯·佩恩機場（英语：Spriggs_Payne_Airport）

- 利比亞的黎波里
  - 米提加国际机场
  - 的黎波里国际机场

- 马来西亚吉隆坡
  - 吉隆坡國際機場
  - 蘇丹阿都阿兹沙機場

- 墨西哥蒙特雷
  - 蒙特雷國際機場
  - 德爾諾特國際機場（英语：Del_Norte_International_Airport）

- 纳米比亚温得和克
  - 霍齐亚·库塔科国际机场
  - 厄洛斯機場

- 新喀里多尼亞努美阿
  - 努美阿國際機場
  - 努美阿馬真塔機場（英语：Nouméa_Magenta_Airport）

- 挪威奧斯陸
  - 奧斯陸加勒穆恩機場
  - 桑讷菲尤尔机场

- 巴拿马巴拿馬城
  - 托庫門國際機場
  - 阿爾布魯克“馬科斯·A·赫拉伯特”國際機場（英语：Albrook_"Marcos_A._Gelabert"_International_Airport）

- 葡萄牙里斯本
  - 里斯本機場
  - 卡斯卡伊斯市立機場（英语：Cascais_Municipal_Aerodrome）

- 羅馬尼亞布加勒斯特
  - 布加勒斯特伯尼亞薩－奧雷爾·弗拉伊庫國際機場
  - 布加勒斯特奧托佩尼－亨利·科安德國際機場

- 俄羅斯克拉斯諾亞爾斯克
  - 葉梅利亞諾夫國際機場
  - 克拉斯諾亞爾斯克切列姆尚卡機場（英语：Krasnoyarsk_Cheremshanka_Airport）

- 俄羅斯烏里揚諾夫斯克
  - 烏裡揚諾夫斯克東方機場（英语：Ulyanovsk_Vostochny_Airport）
  - 烏裡揚諾夫斯克巴拉塔耶夫卡機場（英语：Ulyanovsk_Baratayevka_Airport）

- 圣卢西亚卡斯特里
  - 乔治·查尔斯机场
  - 希瓦諾拉國際機場（英语：Hewanorra_International_Airport）

- 新加坡
  - 實里達機場
  - 新加坡樟宜機場

- 摩加迪休
  - 亚丁·阿德国际机场
  - K50簡易机場（英语：K50_Airstrip）

- 南非約翰内斯堡
  - 奧利華·坦博國際機場
  - 蘭西利亞國際機場（英语：Lanseria_International_Airport）

- 光州
  - 光州機場
  - 务安国际机场

- 首爾
  - 金浦國際機場
  - 仁川國際機場

- 西班牙圣克鲁斯-德特内里费
  - 特内里费南部机场
  - 特內里費北部機場

- 斯里蘭卡可倫坡
  - 班达拉奈克国际机场
  - 拉特馬拉納機場（英语：Ratmalana_Airport）

- 苏里南帕拉马里博
  - 約翰·阿道夫·彭格爾國際機場
  - 佐格恩胡普机场

- 中華民國臺北
  - 臺北松山機場
  - 桃園國際機場

- 泰國曼谷
  - 廊曼國際機場
  - 蘇凡納布機場

- 土耳其伊斯坦布爾
  - 伊斯坦堡機場
  - 薩比哈·格克琴國際機場

- 土耳其穆拉
  - 達拉曼機場（英语：Dalaman_Airport）
  - 米拉斯-博德魯姆機場（英语：Milas–Bodrum_Airport）

- 乌克兰基輔
  - 鲍里斯皮尔国际机场
  - 基輔國際機場

- 阿联酋杜拜
  - 杜拜国际机场
  - 阿勒馬克圖姆國際機場

- 英国貝爾法斯特
  - 貝爾法斯特國際機場
  - 喬治·貝斯特貝爾法斯特城市機場

- 英国格拉斯哥
  - 格拉斯哥國際機場
  - 格拉斯哥普雷斯蒂克國際機場

- 英国勒威克
  - 薩姆伯格機場（英语：Sumburgh_Airport）
  - 廷沃爾機場（英语：Tingwall_Airport）

- 美国水牛城
  - 布法罗尼亚加拉国际机场
  - 尼亞加拉瀑布國際機場（英语：Niagara_Falls_International_Airport）

- 美国夏洛特
  - 夏洛特道格拉斯國際機場
  - 康科德-帕吉特地區機場（英语：Concord–Padgett_Regional_Airport）

- 美国克利夫兰
  - 克里夫蘭霍普金斯國際機場
  - 阿克倫-坎頓機場（英语：Akron–Canton_Airport）

- 美国哥伦布
  - 约翰·格伦哥伦布国际机场
  - 里肯巴克國際機場（英语：Rickenbacker_International_Airport）

- 美国達拉斯
  - 达拉斯/沃思堡国际机场
  - 达拉斯爱田机场

- 美国休斯敦
  - 喬治·布殊洲際機場
  - 威廉·佩特斯·霍比機場

- 美国費城/大西洋城
  - 費城國際機場
  - 大西洋城國際機場

- 美国鳳凰城
  - 鳳凰城天港國際機場
  - 鳳凰城-美莎機場（英语：Mesa_Gateway_Airport）

- 美国匹兹堡
  - 匹兹堡国际机场
  - 阿諾德·帕瑪地區機場（英语：Arnold_Palmer_Regional_Airport）

- 美国圣路易斯/貝爾維爾
  - 聖路易斯蘭伯特國際機場
  - 美國中部聖路易斯機場（英语：MidAmerica_St._Louis_Airport）

- 美国聖地牙哥/  墨西哥蒂華納
  - 聖地牙哥國際機場
  - 蒂华纳国际机场

- 美国圣胡安
  - 路易斯·穆尼奥斯·马林国际机场
  - 費爾南多·路易斯·里巴斯·多米尼奇機場（英语：Fernando_Luis_Ribas_Dominicci_Airport）

- 美国西雅圖
  - 西雅圖-塔科馬國際機場
  - 佩恩机场

- 美国漢普頓錨地
  - 諾福克國際機場
  - 紐波特紐斯/威廉斯堡國際機場（英语：Newport_News/Williamsburg_International_Airport）